# Zollikofen
Zollikofen – miasto i gmina (niem. Politische Gemeinde) w Szwajcarii, w kantonie Berno, w regionie administracyjnym Bern-Mittelland, w okręgu Bern-Mittelland. Liczy 10 640 mieszkańców (31 grudnia 2020).  

## Transport
Przez teren gminy przebiegają drogi główne nr 1, nr 6 i nr 12.